# Parafia Trójcy Przenajświętszej w Bereżance
Parafia Trójcy Przenajświętszej w Bereżance – parafia rzymskokatolicka, znajdująca się w archidiecezji lwowskiej, w dekanacie Czortków. W parafii posługują księża archidiecezjalni. Według stanu na marzec 2024 w parafii posługiwali księża z parafii św. Antoniego w Łosiaczu, której proboszczem jest ks. Wiktor Gołub.